# Hártyásorrú denevérek
A hártyásorrú denevérek (Phyllostomidae) az emlősök (Mammalia) osztályának a denevérek (Chiroptera) rendjébe, ezen belül a kis denevérek (Microchiroptera) alrendjébe tartozó család.
A hártyásorrú denevérek családja 8 alcsaládot, 56 nemet és 192 fajt tartalmaz.

## Tudnivalók
A hártyásorrú denevérek megtalálhatók az egész Közép- és Dél-Amerikában, Mexikótól egészen Észak-Argentínáig. Ökológiai szempontból ez a család a legváltozatosabb a denevérek között. A legtőbb faj rovarokkal táplálkozik, de vannak köztük gyümölcsevők is, például a gyümölcsevő denevérek (Stenodermatinae) és a rövidfarkú hártyásorrú denevérek (Carolliinae). Az amerikai földrész legnagyobb denevére, a Vampyrum spectrum, galamb méretű madarakat és egyéb gerinceseket is képes zsákmányolni. Ennek a denevércsaládnak a fajai, környezetük minden lehetőségét kihasználják. A hártyásorrú denevér-fajok több, különböző csoportokra oszlanak, mindegyik a magának megfelelő táplálékot felhasználva. A különböző csoportok fajai gyümölcsökkel, nektárral, virágporral, rovarokkal, békákkal, egyéb kisebb gerincesekkel, köztük más denevérfajokkal is táplálkoznak. A vérszopó denevérek (Desmodontinae) alcsaládjába tartozó három faj a vérszopásra specializálódott.
E család, a fajok nagy hártyásorráról kapta a nevét. A nektár- és virágporral táplálkozó fajok hártyásorra valamivel kisebb, mint a vadászó fajoké. Ezek az állatok az a hártyás orrukon bocsátják ki az ultrahangot. Az Óvilágban a Hipposideridae-fajoknak van hasonló felépítésű orruk.
Az állatok általában barnák, szürkék vagy feketék, de egy fajuk teljesen fehér. A fej-törzs hosszuk 4 - 13,5 centiméter között van, súlyúk pedig 7 - 200 gramm között. A legtöbb faj kisebb csoportokban pihen, de egyes fajok több száz állatot számláló kolóniákat alkotnak. Pihenés közben barlangokban, elhagyott üregekben vagy faodvakban tartózkodnak. Ezek a denevérek nem hibernálnak, de észrevettek néhány fajt, amely nyári félálomba merült.

## Rendszerezés
A családba az alábbi 8 alcsalád tartozik:
- antillai gyümölcsdenevérek (Brachyphyllinae) Gray, 1866 - 1 nem és 2 faj
- rövidfarkú hártyásorrú denevérek (Carolliinae) Miller, 1924 - 2 nem és 12 faj
- vérszopó denevérek (Desmodontinae) Bonaparte, 1845 - 3 nem és 3 élő faj
- virágdenevérek (Glossophaginae) Bonaparte, 1845
- Lonchophyllinae
- antillai virágdenevérek (Phyllonycterinae) Miller, 1907 - 2 nem és 5 faj
- valódi hártyásorrú denevérek (Phyllostominae) Gray, 1825
- gyümölcsevő denevérek (Stenodermatinae) Gervais, 1856

## Fordítás
- Ez a szócikk részben vagy egészben  a   Leaf-nosed bat című angol Wikipédia-szócikk fordításán alapul.  Az eredeti cikk szerkesztőit annak laptörténete sorolja fel. Ez a jelzés csupán a megfogalmazás eredetét és a szerzői jogokat jelzi, nem szolgál a cikkben szereplő információk forrásmegjelöléseként.